# セピーダーン郡
セピーダーン郡（ペルシア語: شهرستان سپیدان）とは、イランのファールス州の郡である。郡中心市はアルダカーン。2016年当時の人口は91,049人、26,381世帯。
中央地区とHamaijan地区の2つの地区（バフシュ）が属し、アルダカーンとHamashahrの2つの市（シャフル）が含まれる。